# Cực trị của hàm số
Cực trị của hàm số là giá trị mà hàm số đổi chiều biến thiên khi qua đó. Trong hình học, nó biểu diễn khoảng cách lớn nhất từ điểm này sang điểm kia và khoảng cách nhỏ nhất từ điểm này sang điểm nọ. Nếu trên hệ tọa độ Descartes giá trị cực đại là điểm thuộc đỉnh cao nhất trên trục tọa độ và giá trị cực tiểu là điểm thuộc đáy "sâu nhất" của hệ tọa độ.
Giá trị cực đại không phải giá trị lớn nhất, giá trị cực tiểu không phải giá trị nhỏ nhất của hàm số

## Cực trị hàm một biến

### Định nghĩa
Cho hàm số {\displaystyle y=f(x)} xác định trên {\displaystyle D}. 
- {\displaystyle x_{0}\in D} là điểm cực đại của hàm số {\displaystyle f(x)} nếu tồn tại {\displaystyle (a;b)\subset D} chứa {\displaystyle x_{0}} sao cho {\displaystyle f(x)<f(x_{0})\forall x\in (a;b)}. Khi đó {\displaystyle f(x_{0})} được gọi là giá trị cực đại của hàm số {\displaystyle y=f(x)}
- {\displaystyle x_{0}\in D} là điểm cực tiểu của hàm số {\displaystyle f(x)} nếu tồn tại {\displaystyle (a;b)\subset D} chứa {\displaystyle x_{0}} sao cho {\displaystyle f(x)>f(x_{0})\forall x\in (a;b)}. Khi đó {\displaystyle f(x_{0})} được gọi là giá trị cực tiểu của hàm số {\displaystyle y=f(x)}
- Cực trị của hàm số bao gồm các điểm cực đại và các điểm cực tiểu của hàm số đó

### Tính chất 1
Cho hàm số {\displaystyle y=f(x)} xác định trên {\displaystyle D}.
- {\displaystyle f(x)} chỉ có thể đạt cực trị tại các điểm {\displaystyle x_{i}\in D} sao cho {\displaystyle f'(x_{i})=0} hoặc không tồn tại {\displaystyle f'(x_{i})} nhưng {\displaystyle f(x)} liên tục tại {\displaystyle x_{i}}.
- Nếu {\displaystyle f'(x)} đổi dấu từ âm sang dương khi x đi qua {\displaystyle x_{i}} theo chiều tăng dần thì hàm số đạt cực tiểu tại {\displaystyle x_{i}}
- Nếu {\displaystyle f'(x)} đổi dấu từ dương sang âm khi x đi qua {\displaystyle x_{i}} theo chiều tăng dần thì hàm số đạt cực đại tại {\displaystyle x_{i}}

### Tính chất 2
Cho hàm số {\displaystyle y=f(x)} và các giá trị {\displaystyle x_{i}} sao cho {\displaystyle f'(x_{i})=0}. 
- Nếu {\displaystyle f''(x_{i})>0} thì hàm số đạt cực tiểu tại {\displaystyle x_{i}}
- Nếu {\displaystyle f''(x_{i})<0} thì hàm số đạt cực đại tại {\displaystyle x_{i}}
- Nếu {\displaystyle f''(x_{i})=0} thì không thể kết luận được gì

## Cực trị hàm nhiều biến
Điều kiện cần để hàm z= f(x1, x2,..., xn) có cực trị là dz = f1 dx1 + f2 dx2 +... + fn dxn = 0.
dz = 0 khi và chỉ khi f1 dx1 = f2 dx2 =... = fn dxn = 0
d2z được biểu diễn bằng ma trận Hessian:
{\displaystyle \mathbf {H} ={\begin{bmatrix}f_{11}&f_{12}&\cdots &f_{1n}\\f_{21}&f_{22}&\cdots &f_{2n}\\\vdots &\vdots &\ddots &\vdots \\f_{n1}&f_{n2}&\cdots &f_{nn}\end{bmatrix}}.}
Từ ma trận H có các ma trận con {\displaystyle \mathbf {H_{1}} ={\begin{bmatrix}f_{11}\end{bmatrix}}}, {\displaystyle \mathbf {H_{2}} ={\begin{bmatrix}f_{11}&f_{12}\\f_{21}&f_{22}\end{bmatrix}}},..., {\displaystyle \mathbf {H_{n}} ={\begin{bmatrix}f_{11}&f_{12}&\cdots &f_{1n}\\f_{21}&f_{22}&\cdots &f_{2n}\\\vdots &\vdots &\ddots &\vdots \\f_{n1}&f_{n2}&\cdots &f_{nn}\end{bmatrix}}}.
Điều kiện đủ để hàm có cực đại là det(H1) < 0, det(H2) > 0, det(H3) < 0,..., (-1)n det(Hn) > 0
Điều kiện đủ để hàm có cực tiểu là det(H1), det(H2), det(H3),..., det(Hn) > 0